# Градска община Враня
Вижте пояснителната страница за други значения на Враня.
Градска община Враня (на сръбски: Градска општина Врање) се намира в Югоизточна Сърбия, Пчински окръг, Град Враня. Заема площ от 602 км2. Административен център е град Враня.

## История
Общината съществува от 1 януари 2011 година, когато влиза в сила решение за обособяване на градски общини Враня и Вранска баня в рамките на административната единица Град Враня.

## Население
Според преброяването от 2011 г. населението на общината възлиза на 73 944 души. Гъстотата е 122,83 души/км2.

### Етнически състав:[4]
- сърби – 68 483 жители
- цигани – 3279 жители
- българи – 558 жители
- македонци – 240 жители
- черногорци – 46 жители
- горанци – 43 жители
- хървати – 29 жители
- мюсюлмани – 17 жители
- югославяни – 16 жители
- албанци – 12 жители
- други – 101 жители
- неизяснени – 702 жители
- неизвестно – 430 жители

## Населени места
В границите на община Враня влизат 84 населени места.
1 град:
- Враня

83 села:
| - Александровац - Барбарушинце - Барелич - Бели брег - Боин дел - Брестница - Булесовце - Бущране - Вишевце - Власе - Въртогош - Големо село - Горна Отуля - Горно Пуношевце - Горно Требешине - Горно Жабско - Горни Нерадовац - Градня - Гумерище - Давидовац | - Добреянце - Долна Отуля - Долно Жабско - Долно Пуношевце - Долно Требешине - Долни Нерадовац - Драгобужде - Дреновац - Дубница - Дулан - Дупелево - Златокоп - Катун - Клашнице - Копаняне - Кочура - Крушева глава - Купининце - Лалинце - Лепчинце | - Луково - Марганце - Мечковац - Мияковце - Мийовце - Миланово - Миливойце - Мощаница - Наставце - Нова Брезовица - Обличка Сена - Остра глава - Павловац - Плячковица - Преображение - Ранутовац - Ратайе - Рибнице - Ристовац - Рождаце | - Русце - Сикире - Смилевич - Содерце - Средни дел - Станце - Стара Брезовица - Стрешак - Стропско - Струганица - Студена - Суви дол - Сурдул - Тесовище - Тибужде - Тръстена - Тумба - Църни Луг - Урманица - Ушевце | - Честелин - Чуковац - Чурковица |